# Перелётный кабак
«Перелётный каба́к» (англ. The Flying Inn) — роман Г. К. Честертона, опубликованный в 1914 году.

## Сюжет
«Перелетный кабак» — это гротескная история об антиалкогольной кампании в Англии, а, если быть точнее, о борьбе с антиалкогольной кампанией. Представляет собой антиутопию — в стране доминирует прогрессивный ислам.
В центре сюжета — приключения Хамфри Пумфа и капитана Патрика Дэлроя, которые бродят по стране на своей тележке с бочкой рома в попытке обойти запрет. В конце концов, герои и их последователи пресекают попытку переворота, предпринятую исламскими вооруженными силами.

## Персонажи
- Патрик Дэлрой — отставной капитан английского флота, король Итаки.
- Джоан Брет
- Хэмфри Пэмп — кабатчик, владелец кабака «Старый корабль».
- Лорд Айвивуд
- Оман-паша
- Доктор Глюк — посол Германии.

## Влияние на русскую культуру
- «Я сидела дома, была в отчаянии. Через год меня выгнали с работы, а потом не брали никуда, даже преподавать в школу. И опять меня спас Честертон: тогда я прочитала роман „Перелетный кабак“. Читая, дошла до стихов […]:

В городе, огороженном непроходимой тьмой,

Спрашивают в парламенте: „Кто собрался домой?“

Никто не отвечает, дом не по пути,

Да все перемерли, и домой некому идти.

Но люди еще проснутся, они искупят вину,

Ибо жалеет наш Господь Свою больную страну.

Умерший и воскресший, хочешь домой?

Душу свою вознесший, хочешь домой?

Ноги изранишь, силы истратишь, сердце разобьешь,

И тело твое будет в крови, пока до дома дойдешь.

Но голос зовет сквозь годы: „Кто еще хочет свободы?

Кто еще хочет победы? Идите домой!“

Я не могу вам передать, что со мной произошло, когда я прочла эти строки. И сейчас, когда я вспоминаю те годы, начало 1951-го представляется мне кромешной ночью. Тогда со мной не здоровалось полгорода. Кто-то сказал, что голос Честертона подобен зову боевой трубы. Правда, военные уподобления не очень подходят для христиан. Но это был тот самый случай: прочтя эти стихи, я будто бы очнулась от страшного сна и ожила. […] стихи из [„Перелетного кабака“] соединили для меня дом и свободу, крестьянский кенозис с английским либерализмом» — Наталья Трауберг
- В 2010 году солистка группы «Башня Rowan» Тикки Шельен начала устраивать в Москве и Петербурге благотворительные квартирники под общим названием «Перелётный кабак»[2]. Все средства, собранные на этих концертах, передавались различным благотворительным фондам, помогающим больным людям[2]. По мнению Шельен, её проект стал «дополнительным оммажем покойной Наталье Леонидовне Трауберг, чудесному переводчику и хорошему человеку»[2].
- В сентябре 2017 года в Москве в подвальной части дома по адресу Мансуровский переулок 10 известный галерист и коллекционер Максим Боксер открыл арт-пространство «Перелётный кабак», в помещениях которого располагаются также художественная галерея и книжный магазин «Порядок слов»[3][4][5].
- В августе 2023 года в Москве на Маяковской открылся паб с названием «Flying inn».

## Издания

### Издания на русском языке
- Перелетный кабак. Возвращение Дон Кихота. — СПб: Новая литература, 1992. — 418 с. — ISBN 5-85080-016-6.[6]
- Собрание сочинений в 5 томах. Том 2. Шар и крест. Перелетный кабак. Возвращение Дон Кихота. — СПб: Амфора, 2006. — 526 с. — ISBN 5-367-00110-6.
- Перелетный кабак. Рассказы. — М.: Эксмо, 2010. — 768 с. — ISBN 978-5-699-45741-0.
- Собрание сочинений в 5 томах. Том 2. Шар и крест. Перелетный кабак. Возвращение Дон Кихота. — СПб: ПАЛЬМИРА, 2016. — 526 с. — ISBN 978-5-521-00070-8.